# Santenay, Loir-et-Cher
Santenay är en kommun i departementet Loir-et-Cher i regionen Centre-Val de Loire i de centrala delarna av Frankrike. Kommunen ligger i kantonen Herbault som tillhör arrondissementet Blois. År 2022 hade Santenay 293 invånare.

## Befolkningsutveckling
Antalet invånare i kommunen Santenay
| Referens: INSEE |